# 米谢勒·阿利奥-玛丽

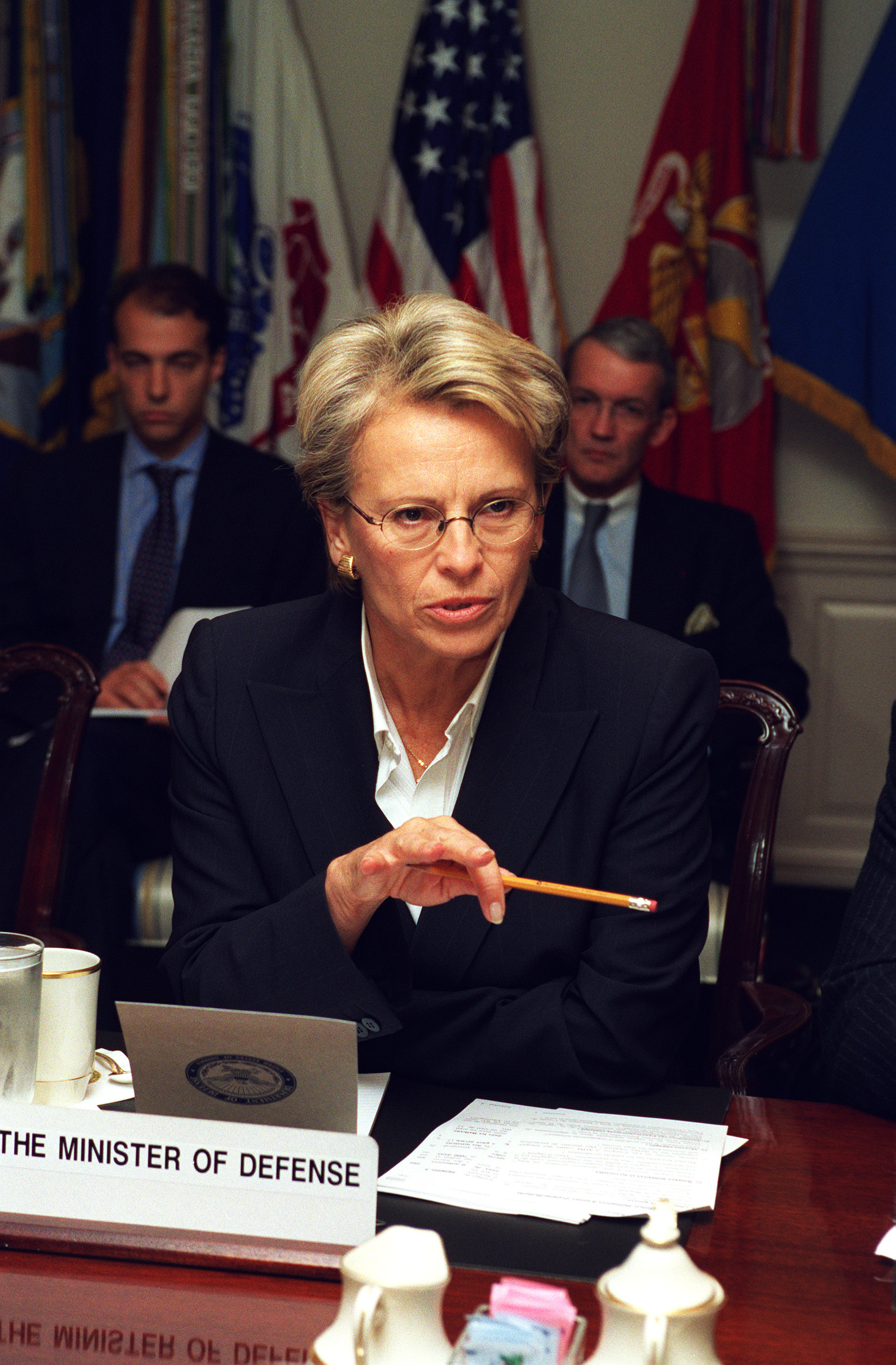
米谢勒·阿利奥-玛丽

米谢勒·让娜·奥诺里娜·阿利奥-玛丽（法語：Michèle Jeanne Honorine Alliot-Marie，法語發音：[miʃɛl aljomaˈʁi]；1946年9月10日—），法国女政治家，前任法國外交部长。
生於法国鲁瓦新城，毕业于巴黎第二大学，曾任保卫共和联盟主席、法国青年事务与体育部长、法国国防部长、法国内政部长、法国司法部长。
2010年11月14日，萨科齐总统重新任命菲永总理负责改组内阁，玛丽女士由司法部长转任外交部长，成为法国历史上首位女性外交部长（早年其曾任法国历史上首位女性国防部长和内政部长）。玛丽女士为法国政坛重量级人物，曾担任右翼第一大党保卫共和联盟党魁并多次出任法国强力部门的部长。
| 前任： 弗雷德里克·布勒丹 | 法国青年事务与体育部长 1993年-1995年 | 繼任： 居伊·德吕     |
| 前任： 尼古拉·萨科齐     | 法国保卫共和国联盟 1999年-2002年     | 繼任： 末任          |
| 前任： 阿兰·里夏尔       | 法国国防部长 2002年-2007年           | 繼任： 埃尔韦·莫兰   |
| 前任： 弗朗索瓦·巴鲁安   | 法国内政部长 2007年至2009年          | 繼任： 巴里斯·賀德費 |